# Ranmasu Uyana
Ranmasu Uyana (del tamil: ரன்மசு உயன) es un parque en Sri Lanka que contiene los antiguos Magul Uyana (Jardines Reales). Está situado cerca del Isurumuni Vihara y Tissawewa en la antigua ciudad sagrada de Anuradhapura, Sri Lanka. Se encuentra en aproximadamente 40 acres, y es un notable ejemplo la arquitectura de los jardines en Sri Lanka de la época precristiana. Según una inscripción que se encuentra en Vessagiriya, el agua del parque fue suministrada por Tessa Wewa y luego liberada a los campos de arroz alrededor de Isurumuni Vihara.
En el parque hay varios estanques, y restos de edificios pequeños. Según la leyenda, se cree que el Príncipe Saliya conoció a Asokamala en este jardín.
Ranmasu significa «pez dorado». El Parque Real del Pez dorado tiene el mapa Star Gate que está rodeado de peces.

## Historia
Los Jardines Reales se construyeron por primera vez durante el reinado de Tissa (siglo III a. C.), cuando el embalse fue construido. Sin embargo, los pabellones de recreo y otros accesorios vistos hoy, datan del siglo VIII al siglo IX.

## Cultura Popular

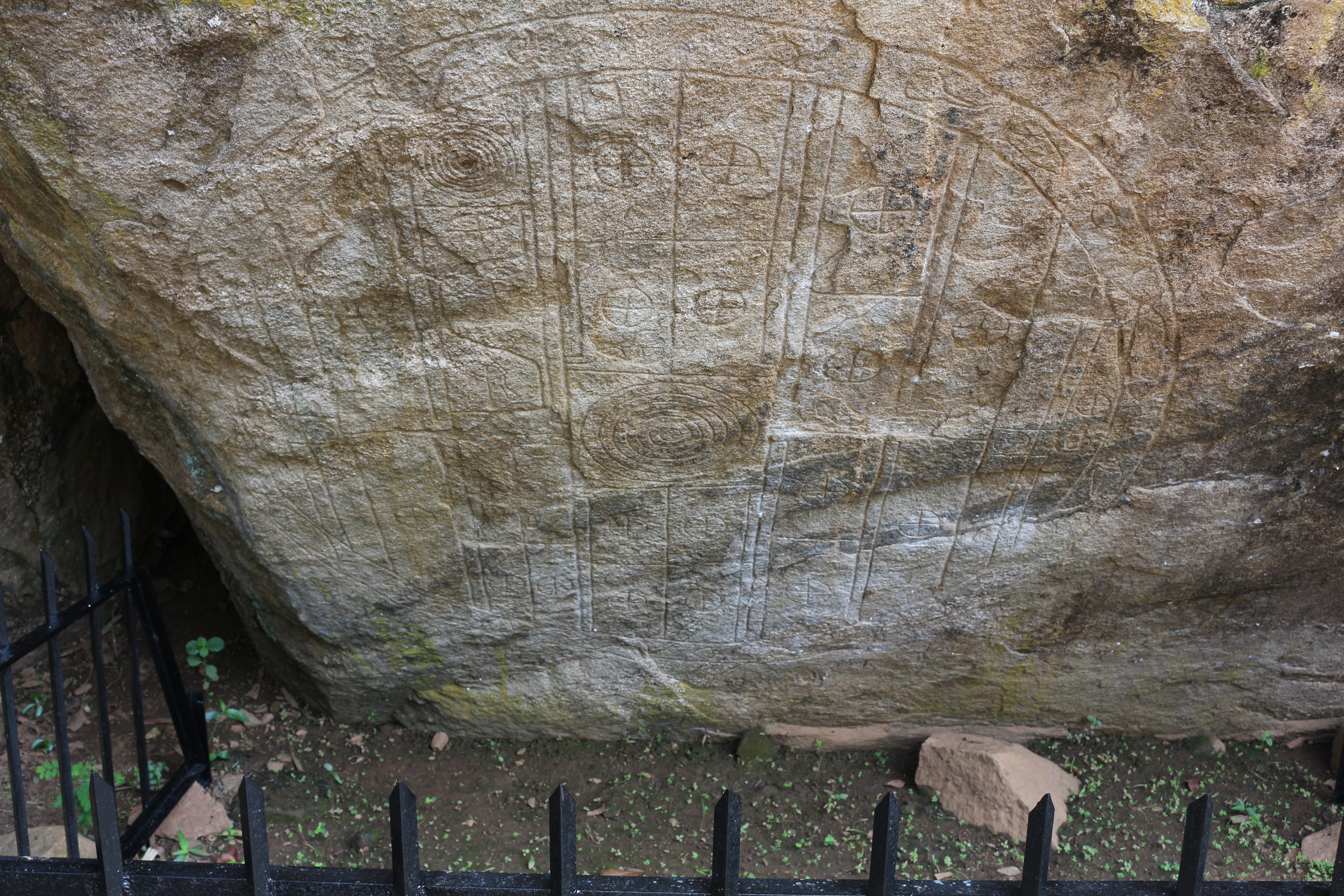
Puerta estelar situada en Ranmasu Uyana

Los reclamos publicados en internet y documentales de televisión de que una talla dentro del parque conocida como Sakwala Chakraya era una interfaz o stargate "entre los seres humanos y algunas especies inteligentes del espacio exterior" han sido llamados "absurdos" por los arqueólogos que sugieren que la talla podría simplemente ser uno de los primeros mapas del mundo.

## Galería

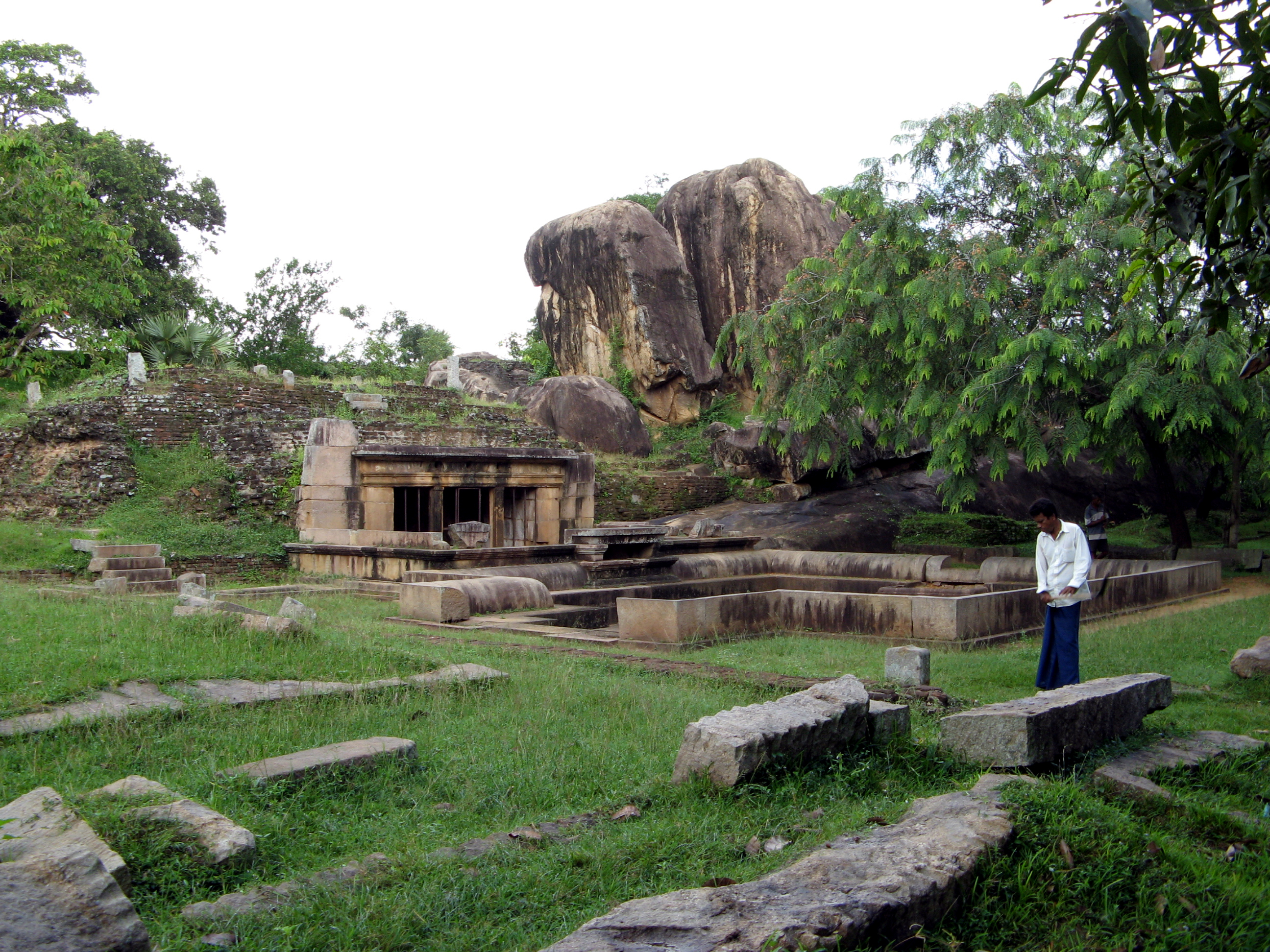
Jardines reales de los siglos 8 y 9.
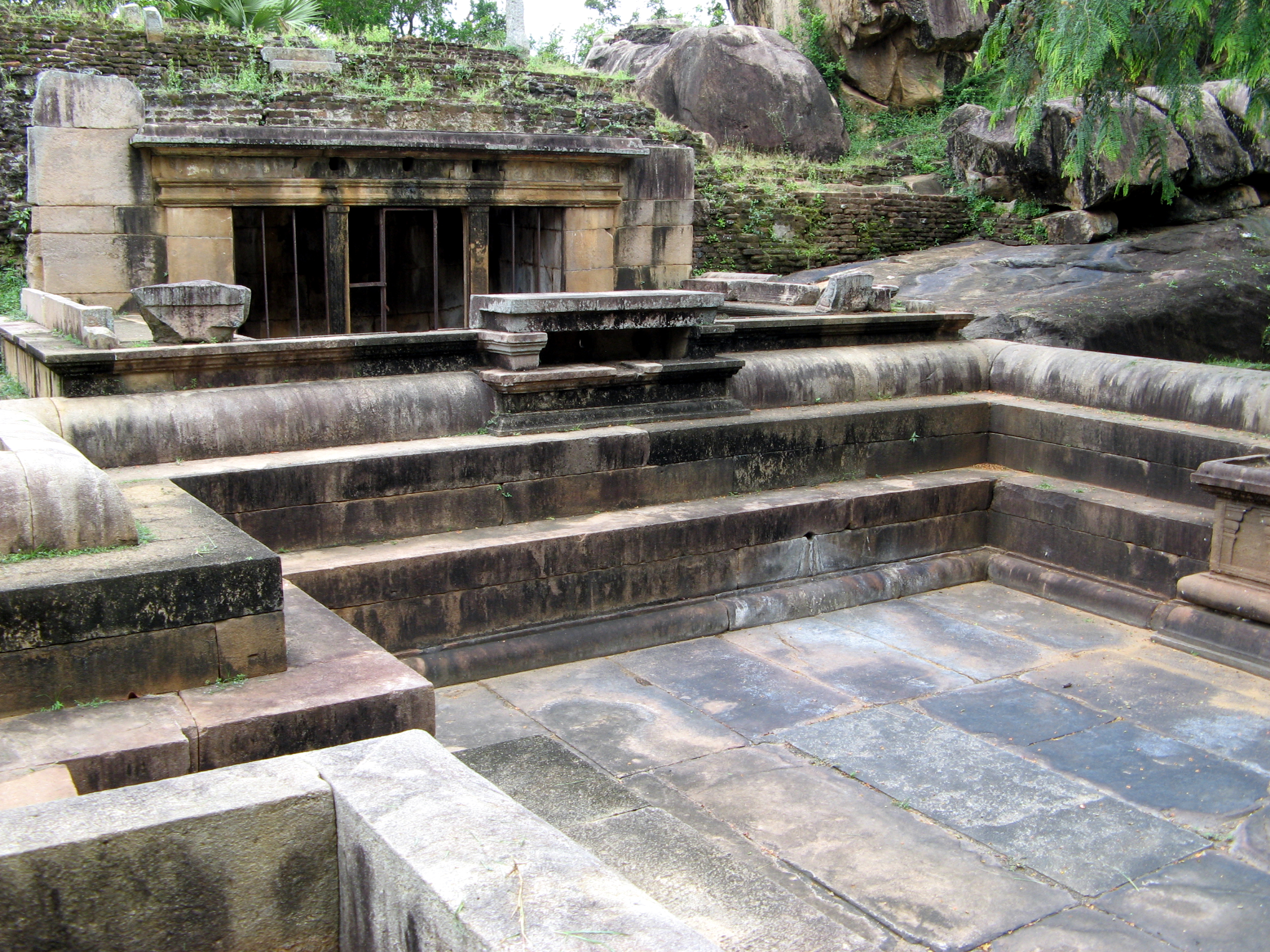
Primer plano del pabellón y el tanque.
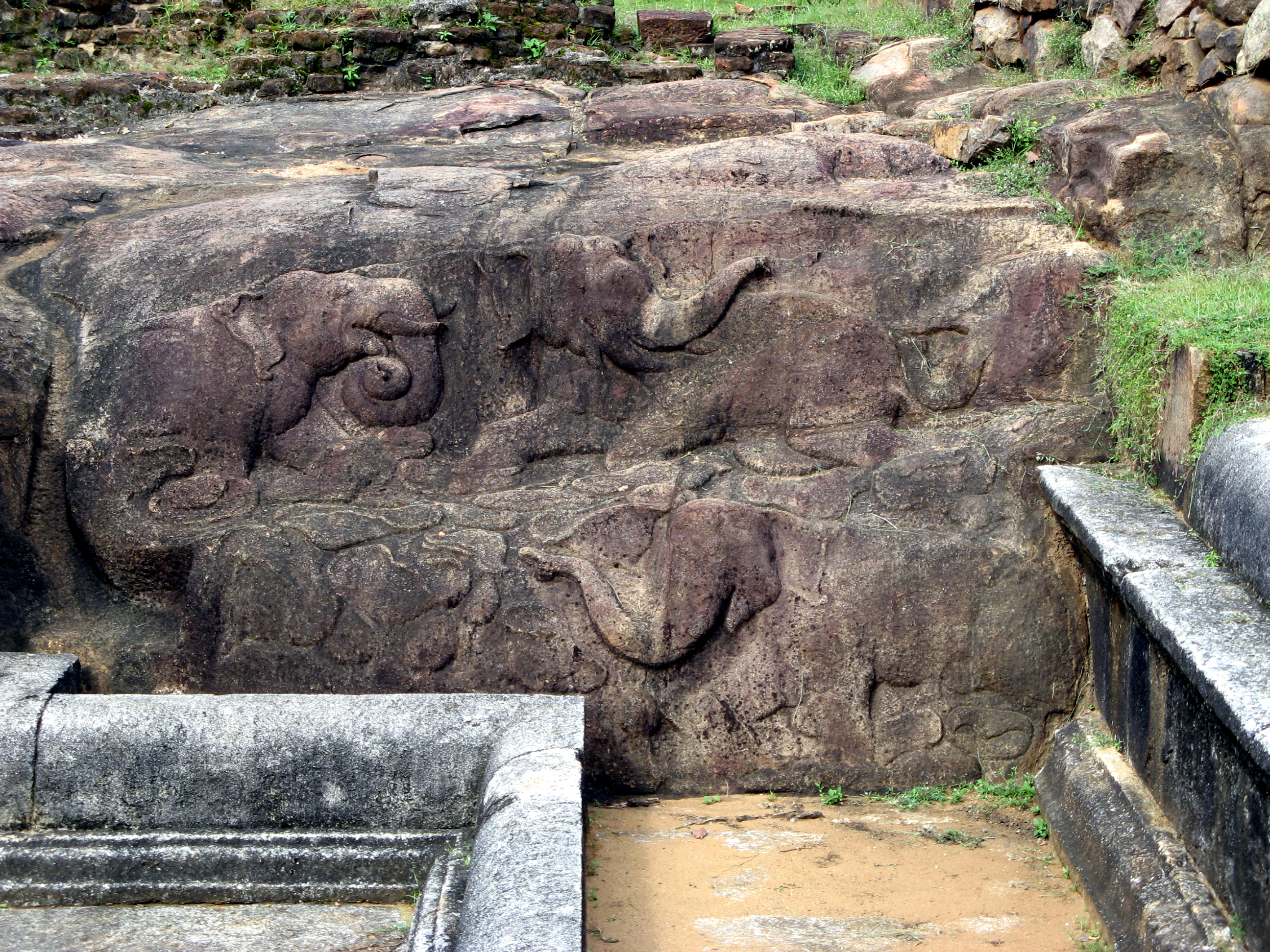
Friso de los elefantes.